# 塞贝里
塞贝里是巴西南大河州的一个市镇。总面积301.422平方公里，总人口10870人，人口密度36.1人/平方公里。